# Leucoma bicolorata
Leucoma bicolorata är en fjärilsart som beskrevs av Holloway 1999. Leucoma bicolorata ingår i släktet Leucoma och familjen tofsspinnare. Inga underarter finns listade i Catalogue of Life.